# 暗色潛鮃
暗色潛鮃為輻鰭魚綱鰈形目鰈亞目牙鮃科的其中一種，為熱帶海水魚，分布於西大西洋區，從美國北卡羅萊納州至巴西；東大西洋阿森松島海域，棲息深度10-140公尺，體長可達30公分，棲息在沙底質底層水域，以小魚及無脊椎動物為食，生活習性不明，可作為食用魚。